# Gonzalo del Castillo
Gonzalo del Castillo (nacido en Valladolid) fue un hidalgo y conquistador castellano que participó en las conquistas de Granada y de la isla de Tenerife a finales del siglo xv.
Aparece como protagonista principal del poema épico Antigüedades de las Islas Afortunadas de Antonio de Viana, publicado en 1604, haciéndolo amante de la princesa aborigen Dácil. Historiadores posteriores, siguiendo a Viana, le denominan erróneamente  Fernán o Fernando García del Castillo y Gonzalo García del Castillo.

## Vida personal
Castillo falleció ya anciano en la ciudad del Real de Las Palmas antes de mayo de 1513, enfermo de cámaras o diarrea.